# Podopterotegaeus miyamaensis
Podopterotegaeus miyamaensis – gatunek roztocza z kohorty mechowców i rodziny Podopterotegaeidae.
Gatunek ten został opisany w 2008 roku przez T. Fujikawę.
Mechowiec o jasnożółtawobrązowym ciele długości od 321 do 343 μm. Powierzchnia ciała, w tym notogaster z wyjątkiem rejonu barkowego, granulowana. Cuspis długi, wklęśnięty na przednim brzegu. Szczeciny genitalne występują w liczbie 5 par, aggenitalne 1 pary, analne 2 par, a adanalne 3 par. Odnóża jednopalczaste.
Gatunek znany tylko z północnej Japonii.